# ASCUS (medicina)
ASCUS es un acrónimo utilizado en medicina para designar uno de los resultados posibles tras una prueba de citología de cérvix o prueba de Papanicolaou, según el sistema de clasificación de Bethesda.
El término proviene del inglés Atypical Squamous Cells of Undetermined Significance y significa cambios atípicos en las células escamosas del cuello uterino que no pueden ser específicamente clasificados. La existencia de ASCUS no debe alarmar al paciente, pues no significa malignidad. Sin embargo es preciso consultar con el médico, el cual determinará si es preciso repetir la prueba a los seis meses o realizar algún estudio diagnóstico.
Una gran parte de los casos de ASCUS acaban correspondiendo, tras el seguimiento, a alteraciones benignas. Sin embargo, comparada con la población general, este grupo de mujeres tiene mayor riesgo de patología significativa, por lo que requieren mayor control.